# اسم متمكن
الاسم المتمكن ما تغير آخره بتغير العوامل في أوله، ولم يشابه مبني الأصل، أي الماضي والأمر بغير اللام والحرف، ويرادفه الاسم المعرب.